# Olympische Sommerspiele 1980/Teilnehmer (Senegal)
| Gelbes Symbol für Goldmedaillen mit stilisierten Olympischen Ringen | Graues Symbol für Silbermedaillen mit stilisierten Olympischen Ringen | Braundes Symbol für Bronzemedaillen mit stilisierten Olympischen Ringen |
| ------------------------------------------------------------------- | --------------------------------------------------------------------- | ----------------------------------------------------------------------- |
| —                                                                   | —                                                                     | —                                                                       |

Senegal nahm an den Olympischen Sommerspielen 1980 in Moskau mit einer Delegation von 32 Athleten (30 Männer und 2 Frauen) an 22 Wettkämpfen in vier Sportarten teil. Ein Medaillengewinn gelang keinem der Athleten.

## Teilnehmer nach Sportarten

### Basketball
- 11. Platz
Modou Tall
Yamar Samb
Mandiaye Ndiaye
Adramé Ndiaye
Moussa M’Bengue
Mathieu Faye
Moustafa Diop
Mamadou Diop
Modou Sady Diagne
Omar Dia
Yaya Cissokho
Bassirou Badji

### Judo
- Boubacar Sow
Superleichtgewicht: in der 1. Runde ausgeschieden

- Djibril Sambou
Halbleichtgewicht: im Viertelfinale ausgeschieden

- Niokhor Diongué
Leichtgewicht: im Viertelfinale ausgeschieden

- Karim Badiane
Halbmittelgewicht: in der 1. Runde ausgeschieden

- Akilong Diaboné
Mittelschwergewicht: im Achtelfinale ausgeschieden

- Alassane Thioub
Halbschwergewicht: in der 1. Runde ausgeschieden

- Abdoulaye Koté
Schwergewicht: im Achtelfinale ausgeschieden
Offene Klasse: im Achtelfinale ausgeschieden

### Leichtathletik
Männer
- Momar N’Dao
100 m: im Vorlauf ausgeschieden
4-mal-100-Meter-Staffel: im Vorlauf ausgeschieden

- Boubacar Diallo
100 m: im Vorlauf ausgeschieden
200 m: im Viertelfinale ausgeschieden
4-mal-100-Meter-Staffel: im Vorlauf ausgeschieden

- Cheikh Touradou Diouf
200 m: im Vorlauf ausgeschieden
4-mal-100-Meter-Staffel: im Vorlauf ausgeschieden

- Abdoulaye Sarr
110 m Hürden: im Vorlauf ausgeschieden

- Issa Fall
4-mal-100-Meter-Staffel: im Vorlauf ausgeschieden

- Moussa Sagna Fall
Hochsprung: 27. Platz

- Doudou N’Diaye
Weitsprung: 19. Platz

- Abdoulaye Samba Diallo
Dreisprung: 15. Platz

Frauen
- Françoise Damado
100 m: im Vorlauf ausgeschieden
200 m: im Viertelfinale ausgeschieden

- Marième Boyé
100 m: im Vorlauf ausgeschieden
400 m: im Vorlauf ausgeschieden

### Ringen
- Amadou Katy Diop
Halbschwergewicht, Freistil: in der 3. Runde ausgeschieden

- Ambroise Sarr
Schwergewicht, Freistil: in der 3. Runde ausgeschieden

- Mamadou Sakho
Superschwergewicht, Freistil: 6. Platz